# John J. McCloy
John Jay McCloy (Filadélfia, 31 de março de 1895 – Stamford, 11 de março de 1989) foi um advogado e banqueiro que mais tarde se tornou conselheiro dos Estados Unidos. Ficou conhecido por ser totalmente contra a bomba atômica na Segunda Guerra Mundial. McCloy, também foi presidente do Banco Mundial.

## Carreira
Ele serviu como Secretário Adjunto da Guerra durante a Segunda Guerra Mundial sob Henry Stimson. Nessa função, ele lidou com a sabotagem alemã e as tensões políticas na Campanha do Norte da África. Ele foi o principal impulsionador do internamento japonês e um dos poucos burocratas federais de alto escalão a defender contra os bombardeios atômicos de Hiroshima e Nagasaki. Após a guerra, ele atuou como presidente do Banco Mundial, Alto Comissário dos EUA para a Alemanha, presidente do Chase Manhattan Bank, presidente do Conselho de Relações Exteriores, membro da Comissão Warren e um proeminente conselheiro dos Estados Unidos para todos os presidentes, de Franklin D. Roosevelt a Ronald Reagan.
McCloy é mais lembrado como membro do grupo de anciãos do establishment da política externa chamado "The Wise Men", um grupo de estadistas marcados pelo apartidarismo, internacionalismo pragmático e aversão ao fervor ideológico.

## Publicações
Artigos
- "The World Seeks Peace". American Journal of Economics and Sociology, vol. 20, no. 4 (Jul. 1961), p. 376. JSTOR 3484375.

Contribuições para livros
- Introdução à Russia and America, Dangers and Prospects, de Henry L. Roberts. Nova York: Publicado por Harper em nome do Conselho de Relações Exteriores (1956)

Correspondência
- 1947–1949:  como Presidente do Banco Mundial, available at the World Bank Group Archive.

Discurso público
- Discurso como Presidente do Banco Mundial apresentando o terceiro relatório anual do Banco ao Conselho de Governadores na segunda sessão, 29 de setembro de 1948 (inglês). Washington, D.C.: World Bank Group.